# 肇庆之役
肇庆之役，1653年，南明与清朝在肇庆府（今广东省肇庆市）的作战。
1653年（顺治十年，永曆七年）二月，李定国率部从广西贺县出发，占领战略要地梧州，接着师出广东。三月十四日经封川县攻占开建和德庆州，三月二十五日进抵肇庆城下。三月二十六日，李定国分兵从东、西、北三面强攻肇庆城，同时分兵占领四会、广宁。镇守广东东部的潮州总兵郝尚久也再次竖起反清复明的旗帜。李定国亲自指挥部队架梯攻城。清肇庆总兵许尔显反击攻城之兵，夺得一百多架攻城用的梯子。李定国改用挖掘地道透入城中的办法，命将士用布袋盛土堆积为墙，栽木成栅掩护，用鸟枪狙击清军，暗中开挖地道。许尔显在城内挖掘一道同城墙平行的深沟，准备在深沟地道中与明军展开肉搏战。坐镇广州的平南王尚可喜亲自率领平南、靖南两藩主力赶赴肇庆。四月初八日，他下令从东、西炮台各凿一侧门，出其不意地冲出城外夺取明军所挖地道。清军夺取了明军的地道口，放火熏燎地道内隐藏的明军。李定国被迫离城五里下营。尚可喜再派主力由西、南两门出攻李定国设在龙顶冈的营垒，终于突破了明军阵地。李定国强攻肇庆不成，郑成功、郝尚久也没有响应回师，于是决定主动撤回广西。